# Juan Pedro de Miguel
Juan Pedro de Miguel Rubio (Madri, 13 de janeiro de 1958 — Playa de San Juan, 12 de agosto de 2016 ) foi um jogador de handebol espanhol que competiu nos Jogos Olímpicos de Verão de 1980 e nos Jogos Olímpicos de Verão de 1984.
Morreu com tiro no rosto em 2016, ele fez parte da equipe espanhola que terminou em quinto lugar no torneio olímpico. Ele jogou todas as seis partidas como goleiro. Quatro anos mais tarde, ele terminou em oitavo com a equipe espanhola no torneio olímpico de 1984. Ele jogou cinco partidas como goleiro.